# Symphonie no 6 de Gouvy
Pour les articles homonymes, voir Symphonie no 6.
La Symphonie no 6 en sol mineur, op. 87, a été composée par Théodore Gouvy à Hombourg-Haut. Bien que comportant le no 6, il s’agit de la dernière œuvre symphonique composée par Gouvy. Comme le note Martin Kaltenecker, Gouvy nous réserve de belles surprises harmoniques et parait vouloir infuser toute sa science de symphoniste dans cette ultime symphonie

## Historique
La genèse de cette ultime œuvre symphonique est marquée par deux étapes. Le compositeur acheva en effet une première mouture en 1889 dont il remodela le Scherzo et l’Andante La version éditée par Breitkopf et Härtel fut achevée en 1892. 
L’œuvre fut créée à Leipzig le 23 février 1893 par l’Orchestre du Gewandhaus de Leipzig dirigé par Carl Reinecke.

## Structure
La symphonie comprend quatre mouvements :
1. Poco adagio. Allegro
2. Scherzo. Allegro con brio
3. Andante con motto
4. Finale. Allegro risoluto

## Analyse
- Dans le 1er mouvement, l’’introduction débute sur des accords lents suivis d’une mélodie exposée par les vents et reprise par les cordes qui vont rester en dialogue, ponctués d’accords amples.

L’exposition du premier thème vigoureux en staccato est amené par les cordes puis repris avec détermination en tutti de façon martelée. Il laisse la place à un second thème plus tranquille, amené par les cors puis repris par les altos, les violoncelles, enfin les bois sous forme d’un crescendo. 
- Dans le second mouvement, Théodore Gouvy reprend le thème de la sérénade du Septuor pour vents en si bémol qu’il avait composé en 1887[5]. Mais il y ajoute une introduction et ne garde pas non plus le trio initial de la Sérénade, le remplaçant par un trio à la « beauté recueillie »[6].
- Dans l’Andante con motto, Gouvy fait encore un emprunt à une autre de ses pages de musique de chambre : l’Aubade de la Petite suite gauloise[7]. Il utilise le thème de l’Aubade exposé aux altos et aux violoncelles, mélodie calme évoluant vers un lyrisme ardent. Les trompettes et trombones restent absentes de tout le mouvement. « Voilà une des plus belles pages du compositeur »[8].
- Le dernier mouvement débute sur une tarentelle entrainante et vive qu'un autre thème viendra emmener avant une fugue finale majestueuse.